# The Power of Love (canción de Jennifer Rush)
Para la versión de Céline Dion, véase The Power of Love (versión de Céline Dion)
«The Power of Love» —en español: «El poder del amor»— es una canción pop coescrita e interpretada originalmente por la cantante y compositora estadounidense Jennifer Rush en 1984. Fue lanzada en diciembre de 1984 por CBS Records como el quinto sencillo de su álbum debut, Jennifer Rush (1984), y desde entonces ha sido versionada por Air Supply, Laura Branigan y Céline Dion.
Grabada en Fráncfort, Alemania (donde Rush residía), y lanzada en Alemania Occidental sin mucho éxito a finales de 1984, la versión original de Rush alcanzó el número uno en la lista de sencillos del Reino Unido en octubre de 1985 y posteriormente se convirtió en el sencillo más vendido del año en el Reino Unido, y el noveno más vendido de la década. También encabezó las listas en varios otros países europeos, así como en Canadá, Australia, Nueva Zelanda y Sudáfrica.
La versión de Dion alcanzó el número uno en Estados Unidos, Canadá y Australia, y se situó entre las diez primeras en varios países más en 1994. La canción ha sido traducida a varios idiomas, convirtiéndose en un estándar del pop.

## Antecedentes
«The Power of Love» fue grabada por primera vez en Fráncfort, Alemania Occidental, por Jennifer Rush para su álbum homónimo de 1984. Fue lanzada como sencillo en Alemania Occidental en diciembre de 1984. En junio de 1985, «The Power of Love» se lanzó como sencillo en el Reino Unido, donde encabezó la lista durante cinco semanas en octubre de 1985 y se convirtió en el sencillo más vendido del año. Hasta marzo de 2017, había vendido 1,45 millones de copias en el Reino Unido. El éxito de la canción llevó a Rush a interpretarla en vivo en el programa Top of the Pops de la BBC a finales de 1985.
El gran éxito de «The Power of Love» en el Reino Unido fue seguido por un éxito internacional generalizado para el sencillo en los últimos meses de 1985 y los primeros de 1986, incluida una reedición en Alemania que alcanzó el puesto número nueve. Finalmente, «The Power of Love» alcanzó el número uno en Australia, Austria, Irlanda, Nueva Zelanda, Noruega, Sudáfrica y España (donde Rush encabezó la lista con una versión en español llamada «Si tú eres mi hombre y yo tu mujer»), número tres en Suiza, Suecia y Bélgica, y número siete en los Países Bajos.
CBS retrasó el lanzamiento de «The Power of Love» en América del Norte al considerar que el disco era demasiado europeo. Finalmente se lanzó en Estados Unidos y Canadá en enero de 1986, pero a pesar de alcanzar el número uno en Canadá, «The Power of Love» no se convirtió en un éxito significativo en EE. UU., alcanzando el número 57 en el Billboard Hot 100 en la semana que terminó el 5 de abril de 1986, y permaneciendo 13 semanas dentro del Hot 100. La canción fue interpretada por Rush en The Tonight Show Starring Johnny Carson en marzo de 1986 y en American Bandstand en abril de 1986.

## Recepción de la crítica
Michele Greppi de The Atlanta Journal-Constitution nombró «The Power of Love» como «la mejor pieza» del álbum, elogiando la voz de Rush y señalando que su «entrenamiento operístico se muestra en su increíble rango (sin pérdida aparente de poder o flexibilidad en ningún extremo)». Tom Ewing de Freaky Trigger afirmó que es «una canción sobre cómo el amor elimina tu propio sentido de escala, hace que la existencia misma sea desconocida, por lo que la desconexión desorientadora entre ella y cualquier cosa que se parezca a mi realidad emocional tiene una especie de sentido distorsionado». Añadió que el estribillo es «tan memorable». Alan Jones de Music Week la elogió como «francamente superior». Stephen Holden de The New York Times comentó que Rush «tiene un alto distintivo que combina una entonación casi folklórica con una entrega declamatoria, casi operística. Es una voz que no encaja cómodamente en ninguna categoría». Richard Defendorf de The Orlando Sentinel la declaró como una «balada pegajosa». La revista People escribió que «lo más impresionante es la voz de Rush. Intensa, ronca y de amplio rango». El crítico también señaló que hay una «pasión inteligente» en la «sombría» «The Power of Love». En una revisión retrospectiva, Pop Rescue la elogió como una «balada de poder clásicamente fantástica» e «impecable», señalando que las voces de la cantante son «ricas, fuertes y maravillosamente estremecedoras». Greg Kennedy de Red Deer Advocate consideró la canción como «plañidera» y «conmovedora». Un escritor de The Stage la declaró una «superbalada».
El canal de música australiano Max incluyó «The Power of Love» en su lista de las «1000 Greatest Songs of All Time» en 2011.

## Video musical
El video musical que acompaña a «The Power of Love» fue dirigido por el director alemán Michael Leckebusch. Fue filmado en la ciudad de Nueva York. Al comenzar el video, vemos la ciudad en las primeras horas de la mañana. Algunos tipos malvados están merodeando por una oficina vacía, buscando algo. Son descubiertos por el hombre de Rush, quien claramente trabaja de noche. Luego, el enfoque se traslada a Rush, quien se ve saliendo del Madison Square Garden. Ella comienza a cantar y, en casa, abre la puerta de su dormitorio y encuentra a su hombre durmiendo. Cuando empieza el estribillo, Rush está de pie en un ascensor de carga que se mueve hacia arriba. Se ven destellos de los hombres malvados presionando a su hombre para que haga cosas por ellos. Algunas escenas muestran a Rush con gafas de sol negras, de pie en el muelle junto al mar, mientras observa a los tipos reunirse en un muelle para tramar algo. También golpean a su hombre en la calle con un coche. Aparentemente, Rush está tratando de ayudarlo a salir de las manos de estos villanos. Hacia el final, ella camina sola por la ciudad al atardecer, cantando. En casa, una vez más abre la puerta del dormitorio, comprobando que su hombre está allí durmiendo, y luego cierra la puerta. Hasta agosto de 2024, el video había generado más de 151 millones de vistas en YouTube.

## Posicionamiento en listas
| Listas (1984–1986)                               | Mejor posición |
| ------------------------------------------------ | -------------- |
| Australia (Kent Music Report)                    | 1              |
| Austria (Ö3 Austria Top 40)                      | 1              |
| Bélgica (Flandes) (Ultratop 50)                  | 3              |
| Canadá (RPM Top Singles)                         | 1              |
| Europa (Eurochart Hot 100)                       | 3              |
| Finlandia (Suomen virallinen lista)              | 6              |
| Francia (SNEP)                                   | 32             |
| Irlanda (IRMA)                                   | 1              |
| Países Bajos (Dutch Top 40)                      | 7              |
| Países Bajos (Mega Single Top 100)               | 4              |
| Nueva Zelanda (Recorded Music NZ)                | 1              |
| Noruega (VG-lista)                               | 1              |
| Sudáfrica (Springbok)                            | 1              |
| España (PROMUSICAE)                              | 1              |
| Suecia (Sverigetopplistan)                       | 3              |
| Suiza (Schweizer Hitparade)                      | 3              |
| Reino Unido (UK Singles Chart)                   | 1              |
| Estados Unidos (Billboard Hot 100)               | 57             |
| Alemania Occidental (Offizielle Deutsche Charts) | 9              |

## Versiones
- La cantante canadiense Céline Dion para su álbum The Colour of My Love.

- El dúo australiano Air Supply fueron pioneros en lanzar una versión de este tema para su álbum Air Supply en 1985.
- La banda dominicano-estadounidense The New York Band hizo en 1986 una adaptación en ritmo de merengue de la versión en español interpretada por Ángela Carrasco.
- El grupo alemán Dune para su álbum Forever en 1997.
- Holly Johnson para su álbum  Soulstream en 1999.
- El grupo alemán ASP para el EP Stille der Nacht (Ein Weihnachtsmärchen) en 2003.
- Feeder para su recopilación Picture of Perfect Youth en 2004.
- En el año 2006 la agrupación de Neue Deutsche Härte Oomph! lanzó una versión de esta canción en su disco recopilatorio "Delikatessen".
- Il Divo para su álbum The Promise 2008, adaptada al español con el título La Fuerza Mayor.
- Antimatter para su álbum en directo Live@An Club de 2009.
- Anneke van Giersbergen para su álbum Pure Air en 2009.
- La actriz Amelia Warner para su álbum Renditions en 2011.
- Gabrielle Aplin en sencillo en 2012 y para su álbum English Rain en 2013.
- Countermove para el sencillo benéfico en sus versiones normal y acústica.
- El grupo noruego Ulver para su EP Sic Transit Gloria Mundi en 2017.